# Elezioni parlamentari in Slovacchia del 1994
Le elezioni parlamentari in Slovacchia del 1994 si tennero il 30 settembre e il 1º ottobre per il rinnovo del Consiglio nazionale. In seguito all'esito elettorale, Vladimír Mečiar, espressione del Movimento per una Slovacchia Democratica, divenne Presidente del Governo.

## Risultati
| Liste                                                       | Voti      | %     | Seggi |
| ----------------------------------------------------------- | --------- | ----- | ----- |
| Movimento per una Slovacchia Democratica - RSS              | 1 005 488 | 34,97 | 61    |
| Scelta Comune (SDĽ - SDSS - SZ - HPSR)                      | 299 496   | 10,42 | 18    |
| Coalizione Ungherese (MKDH - Coesistenza - MPP)             | 292 936   | 10,19 | 17    |
| Movimento Cristiano-Democratico                             | 289 987   | 10,08 | 17    |
| Unione Democratica di Slovacchia                            | 246 444   | 8,57  | 15    |
| Raggruppamento degli Operai di Slovacchia                   | 211 321   | 7,35  | 13    |
| Partito Nazionale Slovacco                                  | 155 359   | 5,40  | 9     |
| Partito Democratico                                         | 98 555    | 3,43  | –     |
| Partito Comunista di Slovacchia                             | 78 419    | 2,73  | –     |
| Unione Cristiano-Sociale di Slovacchia                      | 59 217    | 2,06  | –     |
| Nuova Slovacchia                                            | 38 369    | 1,33  | –     |
| Partito Anti Corruzione                                     | 37 929    | 1,32  | –     |
| Movimento per una Repubblica Ceca e una Slovacchia Prospere | 30 292    | 1,05  | –     |
| Iniziativa Civica Rom nella Repubblica Slovacca             | 19 542    | 0,68  | –     |
| Socialdemocrazia                                            | 7 121     | 0,25  | –     |
| Partito Socialdemocratico Reale degli Slovacchi             | 3 573     | 0,12  | –     |
| Raggruppamento per la Repubblica - I Repubblicani           | 1 410     | 0,05  | –     |
| Totale                                                      | 2 875 458 | 100   | 150   |